# Alain Bernard
Alain Bernard, född den 1 maj 1983 i Aubagne, är en fransk simmare som mellan 2006 och 2012 tillhörde världseliten i frisim, innan han avslutade sin karriär.
Bernard fick sitt genombrott på EM 2007 i kortbana där han vann guld på 100 meter frisim. Samma år var han med i det franska lag som tog brons vid VM på långbana i lagkappen över 4 x 100 meter frisim. 
Vid EM 2008 i Eindhoven på långbana tog han guld på såväl 50 meter frisim som 100 meter frisim. Vid mästerskapen noterade han även världsrekord på båda distanserna. På 100 meter frisim slog han Pieter van den Hoogenbands åtta år gamla världsrekord när han först simmade på 47,60 i semifinalen och sen dagen efter förbättrade världsrekordet ytterligare till 47,50. På 50 meter frisim slog han i semifinalen australiern Eamon Sullivans en månad gamla världsrekord när han simmade på 21,50. Emellertid tog Sullivan tillbaka världsrekordet fyra dagar senare när han simmade på 21,41.
Bernard deltog vid olympiska sommarspelen 2008 där han vann guld på 100 meter frisim. Redan i semifinalen simmade han på tiden 47,20 vilket var ett nytt världsrekord. I den andra semifinalen slog emellertid Eamon Sullivan hans världsrekord när han simmade på 47,05. I finalen vann Bernard på tiden 47,21, elva hundradelar förre Sullivan. Bernard simmade även sista sträckan i lagkappen på 4 x 100 meter frisim där Frankrike slutade tvåa efter USA. Hans sista gren i OS var 50 meter frisim där han gick till final och slutade på tredje plats efter Brasiliens César Cielo och landsmannen Amaury Leveaux.
Vid olympiska sommarspelen 2012 var han med i det franska laget som tog guld i 4 x 100 meter frisim.